# Halloween (film, 2018)
A Halloween (eredeti cím: Halloween) 2018-ban bemutatott amerikai horrorfilm, melyet David Gordon Green rendezett, valamint Green, Jeff Fradley és Danny McBride írt. Ez a Halloween filmsorozat tizenegyedik része, az 1981-ben bemutatott Halloween 2. film új remake-folytatása és az összes többit kukázza az idővonalból. Jamie Lee Curtis és Nick Castle ismét visszatértek szerepükbe, mint Laurie Strode és Michael Myers. James Jude Courtney kaszkadőrként bukkant fel, Myerst ábrázolva. Mellettük még Judy Greer, Andi Matichak, Will Patton és Virginia Gardner is szerepel a filmben.
A film premierje a Torontói Nemzetközi Filmfesztiválon volt 2018. szeptember 8-án, majd az Amerikai Egyesült Államokban október 19-én vetítették, Magyarországon egy héttel később szinkronizálva, október 25-én a UIP-Dunafilm forgalmazásában. Hazánkban 2019. május 29-én adták ki DVD-n, illetve BluRay-en.
Miután nem sikerült egy új Halloween filmet kifejleszteni az idők elteltével, a Dimension Films elvesztette a produkciós jogokat egy új folytatáshoz, amely visszatért a Miramaxhoz, és ezután csatlakozott a Blumhouse Productions-höz. 2017 májusában hivatalosan is bejelentettek egy új részt, amelyhez az eredeti film alkotója, John Carpenter zeneszerzőként és ügyvezető producerként járult hozzá a filmhez. A forgatás 2017. október 31-én kezdődött Dél-Karolinában, és november 19-én fejeződött be.
A film pozitív kritikákat kapott az értékelőktől. A Metacritic oldalán a film értékelése, mely 67 véleményen alapul, 51% a 100-ból. A Rotten Tomatoeson a Halloween 79%-os minősítést kapott, 290 értékelés alapján. A film világszerte több mint 174 millió dolláros bevételnél tart, ami a 15 millió dolláros költségvetésével szemben rendkívül jó eredmény, valamint a filmszéria legmagasabb bruttó bevételt hozó filmje lett. 

## Cselekmény
Két oknyomozó újságíró meglátogatja az immáron 40 éve rabságban lévő kegyetlen sorozatgyilkost, a Smith's Grovie-i elmegyógyintézetben. Dr. Ranbair Sartain, Myers orvosa elmondja nekik, hogy amióta bezárták egy szót sem szólt, pedig tudna beszélni. Michael nem reagál a kérdésekre, de amikor Aaron előveszi a maszkot a környezete megtébolyodik...
Dana társaságában Aaron meglátogatja az 1978-as októberi tömeggyilkosságok egyetlen túlélőjét, Laurie Strode-ot. Pár kérdés után elmondják neki, hogy Michaelt néhány nap múlva áthelyezik, majd egy sértő kérdés után Laurie elzavarja őket. Az asszonynak nagyon szeszélyes a kapcsolata a lányával, akit gyerekkorában elvettek tőle, ellentétben unokájával, akit imád. Allyson az iskolába sétálva két barátjával, Vicky-vel és Dave-vel a családja – legfőképpen nagyanyja – paranoiájáról beszélgetnek, és a bohókás fiú felrobbant egy halloween tököt. A lány meghívja nagyanyját vacsorára, valamint be szeretné mutatni a barátját, de Laurie hisztérikus rohamot kap. Éjszaka a betegeket szállító busz ütközik, és kiszabadul a gonosz.
Másnap rátalál a két oknyomozóra egy benzinkúton: Aaron fejét szétveri, Dana-t pedig megfojtja. Maszkját visszaszerezve elsiet Haddonfieldbe. Eközben Laurie tudomást szerez a balesetről, és készülődni kezd Michael látogatására. Lányát is figyelmeztetni akarja, de az elzavarja. Este Michael megérkezik a városba, és köszöntés képpen megöl két nőt saját lakásukban. Allyson és Cameron épp buliznak, míg Vicky egy kisfiúra vigyáz, majd megjelenik Dave és épp lefeküdnének egymással, de zajt hallanak. A lány felmegy a kisfiú szobájába, aki megkéri hogy csukja be a gardróbszekrényt. Vicky nem tudja becsukni, és amikor megnézi, hogy miért nem lehet, Michael előbukkan az ajtó mögül és támadásba lendül. A kisfiú káromkodva kimenekül a házból, a gyilkos pedig megöli a két tinédzsert. Pár rendőr társaságában Laurie megjelenik lánya és veje házánál. Karen felhívja lányát, de nem veszi fel, ezért megkéri a rögzítőn, hogy azonnal menjen a nagyanyja házába. Karen és Ray elmennek Laurie-hoz, bezárkóznak, és közösen várják Allysont. A lány megsértődve Cameronra elmegy a bálból, és Oscarral, az egyik barátjával bemászik egy kertbe, de a fiú rányomul, ezért otthagyja. Megjelenik a gyilkos és Oscart is elteszi láb alól. Allyson rémülten gyorsan segítséget kér a szomszédoktól. Egyszer csak megjelenik Hawkins járőr és Dr. Sartain akik hazaviszik a lányt. Ekkor meglátják Michaelt, akit Hawkins elgázol. A doktor megöli a rendőrt, csak azért, hogy a maszkos tovább életben maradhasson és gyilkolhasson, valamint hogy tovább vizsgálhassa, hogy mi tartja még mindig életben őt. Nagyanyja háza előtt a lánynak sikerül kijutnia a kocsiból, amíg Michael széttapossa a doktor fejét, továbbá megöl két rendőrt és Ray-t is.
Karen és Laurie lemenekülnek a pincébe. Az asszony bocsánatot kér lányától, hogy rosszul nevelte, majd felmegy, hogy levadássza a gyilkost. Allyson bemegy a házba, anyja pedig gyorsan lehívja a pincébe. Michael megtalálja a csapóajtót és feldönti azt. Karen kétségbeesetten szólongatja anyját, a maszkos pedig megjelenik és a nő lelövi. Laurie is feltűnik és közös erővel sikerül a gyilkost bezárni a pincébe. Rágyújtják a házat, és egymásba kapaszkodva, megtörten kimenekülnek. A három nő élve hagyja el a borzalom helyszínét.

## Szereplők
| Szereplő                  | Színész          | Magyar hang    | Szerep                                                                             |
| ------------------------- | ---------------- | -------------- | ---------------------------------------------------------------------------------- |
| Laurie Strode             | Jamie Lee Curtis | Kovács Nóra    | Az 1978-as tömeggyilkosságok túlélője, Karen anyja, Allyson nagyanyja, Ray anyósa. |
| Karen Nelson              | Judy Greer       | Bertalan Ágnes | Laurie lánya, Allyson anyja, Ray neje.                                             |
| Allyson Nelson            | Andi Matichak    | Csuha Borbála  | Karen és Ray lánya, Laurie unokája, Cameron barátnője.                             |
| Frank Hawkins rendőrtiszt | Will Patton      | Bognár Tamás   | Helyi rendőrtiszt. Ő akadályozta meg hogy a néhai Dr. Loomis megölje Myers-t.      |
| Aaron Korey               | Jefferson Hall   | Varga Rókus    | Oknyomozó újságíró, Dana párja.                                                    |
| Dana Haines               | Rhian Rees       | Németh Borbála | Oknyomozó újságírónő, Aaron párja.                                                 |
| Dr. Ranbir Sartain        | Haluk Bilginer   | Csankó Zoltán  | Michael kezelőorvosa.                                                              |
| Ray Nelson                | Toby Huss        | Epres Attila   | Karen férje, Allyson apja, Laurie veje.                                            |
| Vicky                     | Virginia Gardner | Czető Zsanett  | Allyson legjobb barátnője, Dave barátnője.                                         |
| Dave                      | Miles Robbins    | Czető Ádám     | Allyson egyik barátja, Vicky barátja.                                              |
| Cameron                   | Dylan Arnold     | Czető Roland   | Allyson barátja, Oscar legjobb barátja.                                            |
| Oscar                     | Drew Scheid      | Bogdán Gergő   | Allyson egyik barátja, Cameron legjobb barátja.                                    |
| Julien                    | Jibrail Nantambu | Maszlag Bálint | A kisfiú akire Vicky vigyázott.                                                    |